# Ildiko Paczova
Ildiko Paczova, née le 3 août 1968, est une coureuse cycliste slovaque.

## Palmarès sur route
- 1986
  - 2e du Tour de Thuringe
- 1989
  - 2e de Gracia Orlová
  - 3e du Tour de Feminin - O cenu Ceskeho Svycarska
- 1991
  - Gracia Orlová
  - Tour de Feminin - O cenu Ceskeho Svycarska
- 1993
  -  Championne de Slovaquie sur route
  - 3e de l'Emakumeen Bira
- 1994
  - 1re et 3e étapes du GP Presov & Pravda
  - 3e du GP Presov & Pravda
  - 3e du championnat du contre-la-montre
- 1997
  - 2e du championnat de Slovaquie sur route
  - 2e du championnat du contre-la-montre